# Lars Sjödahl
Lars Erik Sjödahl, född 8 mars 1927 i Falun, är en svensk konsulent, fil. kand., målare och tecknare.
Han är son till rektorn Lars Erik Sjödahl och läraren Ingeborg Anna Elisabet Ringkvist och gift med Gillian Mary Standing. Efter folkskollärarexamen 1948 och fil. kand. examen 1957 har Sjödahl parallellt med verksamhet som psykolog ägnat sig åt konstnärlig verksamhet. Han medverkade i samlingsutställningar arrangerade av Dalarnas konstförening på Gävle museum och studenternas vårsalonger i Uppsala. Hans konst består huvudsakligen av landskapsmotiv. Under sin studietid medverkade han som tecknare i Ergo.    